# Río Patuca
El río Patuca es un río del noreste de Honduras, que se forma al sureste de Juticalpa por la confluencia de los ríos Guayape y Guayambre. Es el segundo río más grande de Centroamérica y el río más largo de Honduras, con casi 500 km de longitud y una cuenca de 23.900 km².
El río fluye hacia el noreste por aproximadamente 10 millas antes de cruzar por Mosquitia, y que desemboca en el mar Caribe en el punto de Patuca.

## Curso
El río nace en la cordillera central en la confluencia de los ríos Guayape y Guayambre. Fluye hacia el nordeste, serpenteando y retorciéndose a lo largo de su camino hacia las tierras bajas de Mosquitia antes de unirse al mar Caribe en punta Patuca.
El Patuca tiene una sección de rápidos conocida como "El Portal del Infierno" o "Las Puertas del Infierno"; las corrientes son muy fuertes y hay algunas versiones que apuntan que supuestamente más de un imprudente ha sido víctima de las mismas.
En temporada de inundaciones, el Patuca puede llegar a tener varios kilómetros de ancho. De hecho, su afluente Guayape se sabe que excede de las 2 millas de ancho casi todos los años en zonas que se pueden vadear hasta la cintura en la estación seca.
El Patuca es también bien conocido por sus regiones al margen de la ley, donde pequeños grupos de hombres muy armados dragan grandes depósitos aluviales de oro en zonas río arriba de la selva de Mosquitia.

## Proyectos de presas

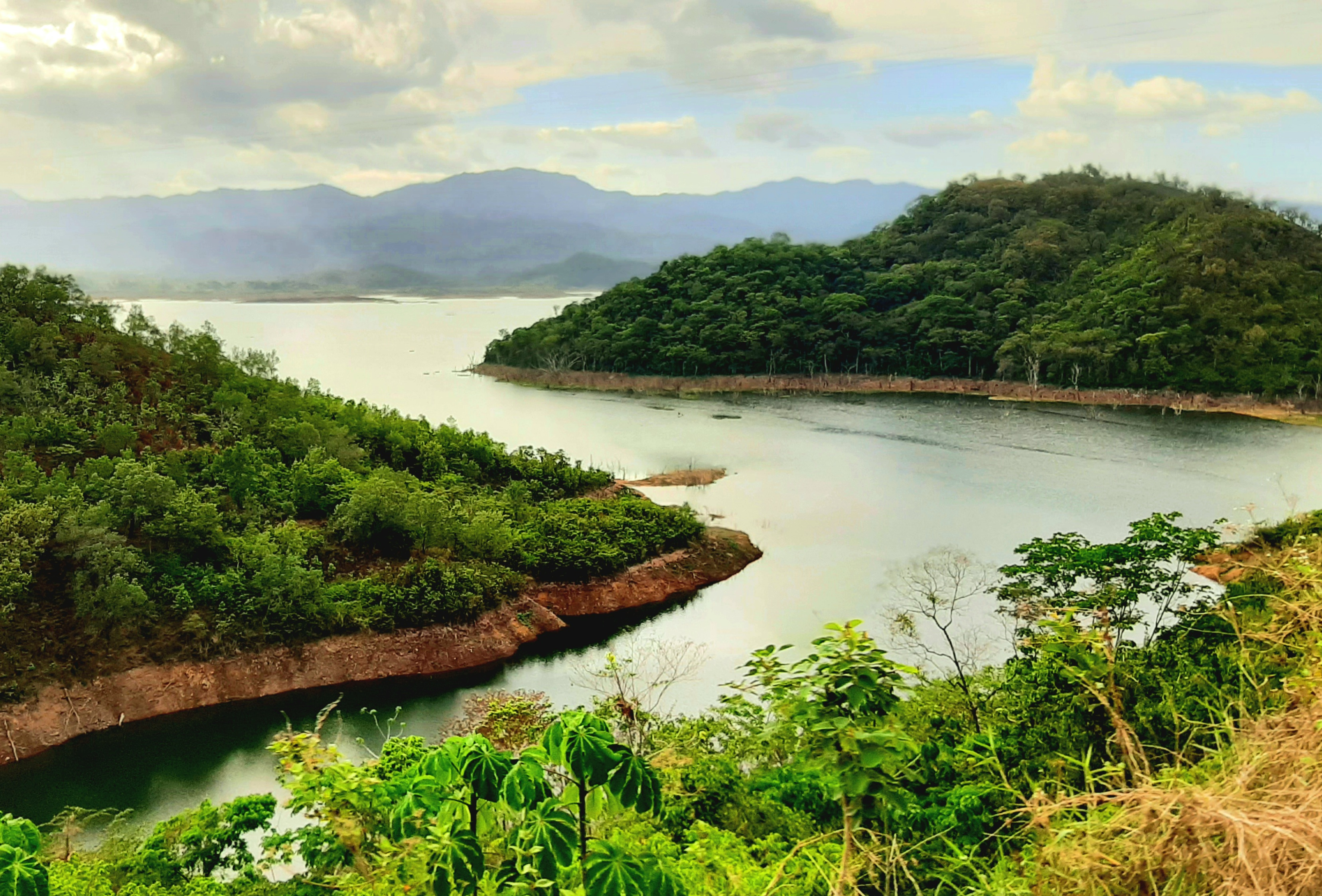
vista del espejo de agua de la represa hidroeléctrica Patuca III

En el Patuca se propuso varias veces la construcción de presas para generar energía hidroeléctrica. Dos intentos anteriores fueron abandonados: el primero, a finales de 1990, cuando el huracán Mitch causó daños generalizados; y el segundo, en 2007, cuando la crisis financiera forzó a Electricidad de Taiwán a retirarse. En 2011, el gobierno de Honduras aprobó que la empresa china Sinohydro construya la primera de las tres presas.

## islotes fluviales
Islotes fluviales del Rio Patuca, se encuentran protegidas mediante un sistema de áreas protegidas alrededor del curso del rio Patuca, entre ellos se encuentran:
- Cayo Bil Almuk
- Cayo Brabila
- Cayo Kipalsa
- Cayo Kuah Dakban
- Cayo Planyiary
- Cayo Auyayary
- Cayo Walpatanta
- Cayo de Tukurun
- Cayo de Pimienta
- Cayo Krausirpi
- Cayo Krautara
- Boca Wampú

## En la cultura popular
El río Patuca se presentó en el libro The Codex de Douglas Preston.